# Frédéric Ancillon
Jean Pierre Frédéric (eller Johann Peter Friedrich) Ancillon, född den 30 april 1767, död den 19 april 1837, var en preussisk statsman. Han var sonsons son till Charles Ancillon.

## Biografi
Ancillon blev pastor vid franska kyrkan i Berlin 1790, blev 1792 lärare i historia vid krigshögskolan i Berlin och 1803 kunglig historiograf, sedan han utgett sin Tableau des révolutions du système politique de l'Europe depuis le XV. siècle (4 band, 1803). År 1810 blev han lärare för kronprins Fredrik Vilhelm, på vilken han utövade ett stort inflytande, med sin romantiska vördnad för de hohenzollernska staten. 
År 1814 inträdde han i utrikesministeriet och blev 1832 utrikesminister efter Bernstorffs död. Ancillon slöt sig nära till Metternich och medverkade efter de sprida oroligheter, som julirevolutionen förorsakade även i Tyskland, vid tillkomsten av det så kallade Wien-slutprotokollet (1834), som fastslog furstarnas suveräna makt och möjliggjorde nya "demagog"-förföljelser. Han blev ledamot av Vitterhetsakademien 1826.